# Gambling with the Devil
Gambling with the Devil es el decimosegundo álbum de la banda Helloween y fue lanzado el día 29 de octubre del 2007.Es el segundo álbum más largó de Helloween.Sus sencillos son "As Long is I Fall","Paint New World","Final Fortune","Dreambound" y "I.M.E."
El sencillo As Long As I Fall fue filtrado en internet en septiembre por un grupo de Hackers.

## Lista de canciones
1. "Crack the Riddle (Intro)" - 0:52
2. "Kill It" (Deris) - 4:13
3. "The Saints" (Weikath) - 7:06
4. "As Long As I Fall" (Deris) - 3:41
5. "Paint a New World" (Gerstner/Weikath) - 4:27
6. "Final Fortune" (Grosskopf) - 4:46
7. "The Bells of the 7 Hells" (Deris) - 5:22
8. "Fallen to Pieces" (Deris) - 5:55
9. "I.M.E." (Deris) - 3:46
10. "Can Do It" (Weikath) - 4:30
11. "Dreambound" (Gerstner/Weikath) - 5:57
12. "Heaven Tells No Lies" (Grosskopf) - 6:56

## Lista de canciones versión expandida
1. "Crack the Riddle (Intro)" - 0:52
2. "Kill It" (Deris) - 4:13
3. "The Saints" (Weikath) - 7:06
4. "As Long As I Fall" (Deris) - 3:41
5. "Paint a New World" (Gerstner/Weikath) - 4:27
6. "Final Fortune" (Grosskopf) - 4:46
7. "The Bells of the 7 Hells" (Deris) - 5:22
8. "Fallen to Pieces" (Deris) - 5:55
9. "I.M.E." (Deris) - 3:46
10. "Can Do It" (Weikath) - 4:30
11. "Dreambound" (Gerstner/Weikath) - 5:57
12. "Heaven Tells No Lies" (Grosskopf) - 6:56
13. "We Unite" - 4:34 (live Japón)

### Disco 2 (edición especial)
1. "Find My Freedom" (Grosskopf) - 6:30
2. "See The Night" (Grosskopf) - 6:10
3. "Never Surrender" - 4:52 (Extra para América)
4. "As Long As I Fall" (Demo) (Deris) - (Extra para Japón)
5. "I.M.E. (live Tokio) - 4:52
6. "Final Fortune" (live Rusia)

## Créditos
- Andi Deris – Voz
- Michael Weikath – Guitarra
- Sascha Gerstner – Guitarra
- Markus Grosskopf – Bajo
- Dani Löble – Batería

#### Invitados
- Biff Byford - voz hablada en "Crack the Riddle"
- Matthias Ulmer - Teclados

- Datos: Q916770